# Kolegium Elekcyjne w Pakistanie
Kolegium Elekcyjne – konstytucyjna komórka w Pakistanie dokonująca wyboru prezydenta. W skład Kolegium Elekcyjnego wchodzą członkowie obu izb parlamentu federalnego (Zgromadzenia Narodowego i Senatu) oraz czterech parlamentów regionalnych (Zgromadzenie Regionalne Pendżabu, Zgromadzenie Regionalne Sindhu, Zgromadzenie Regionalne Beludżystanu oraz Zgromadzenie Regionalne PZPP). O Kolegium Elekcyjnym stanowi artykuł 41 pakistańskiej Konstytucji.
| Kolegium Elekcyjne        | Ilość członków |
| ------------------------- | -------------- |
| Zgromadzenie Narodowe     | 336            |
| Senat                     | 100            |
| Zgromadzenie Pendżabu     | 370            |
| Zgromadzenie Sindhu       | 166            |
| Zgromadzenie Beludżystanu | 65             |
| Zgromadzenie PZPP         | 124            |
| Łącznie                   | 1161           |